# Wikłacz zmienny
Wikłacz zmienny, wikłacz żółtopręgowy, wikłacz czarnopręgi, wikłacz pospolity (Malimbus cucullatus) – gatunek małego ptaka z rodziny wikłaczowatych (Ploceidae). Występuje także pod nazwą tkacz towarzyski – tak liczne nazwy są wynikiem znacznego zasięgu i zależnej od terytorium znacznej zmienności ubarwienia. Jest najpospolitszym i najbardziej znanym wikłaczem Afryki. Zamieszkuje Afrykę Subsaharyjską (od Mauretanii i Senegalu na wschód po Sudan, Etiopię i Erytreę oraz na południe po Angolę i RPA). Jego obecności pozbawione są południowo-zachodnie części Afryki i zupełnie suche regiony Somalii. Przewieziony został na Antyle i na niektórych z tych wysp uznawany jest za największego szkodnika. Introdukowany także na wyspy Mauritius i Reunion.

## Systematyka
Gatunek po raz pierwszy zgodnie z zasadami nazewnictwa binominalnego opisał Philipp Ludwig Statius Müller w 1776 roku. Autor nadał mu nazwę Oriolus cucullatus, a jako miejsce typowe wskazał Senegal. Müller sporządził swój opis w oparciu o wcześniejszą publikację Buffona. Obecnie autorzy Kompletnej listy ptaków świata umieszczają gatunek w rodzaju Malimbus, ale często jest on zaliczany do rodzaju Ploceus. IOC wyróżnia osiem podgatunków M. cucullatus:
- M. cucullatus cucullatus (Statius Müller, 1776) – wikłacz zmienny
- M. cucullatus abyssinicus (J.F. Gmelin, 1789)
- M. cucullatus bohndorffi (Reichenow, 1887)
- M. cucullatus frobenii (Reichenow, 1923)
- M. cucullatus collaris (Vieillot, 1819) – wikłacz kapturowy
- M. cucullatus graueri (Hartert, 1911)
- M. cucullatus nigriceps (E.L. Layard, 1867) – wikłacz somalijski
- M. cucullatus spilonotus (Vigors, 1831) – wikłacz plamogrzbiety

Opisano też inne, nieuznawane obecnie podgatunki: femininus (z gór Ruwenzori w Ugandzie) zsynonimizowano z abyssinicus, paroptus (z Sokoke na wybrzeżu Kenii) z nigriceps, a dilutescens (z południowego Mozambiku) ze spilonotus. Podgatunek nigriceps jest czasami uznawany za odrębny gatunek.

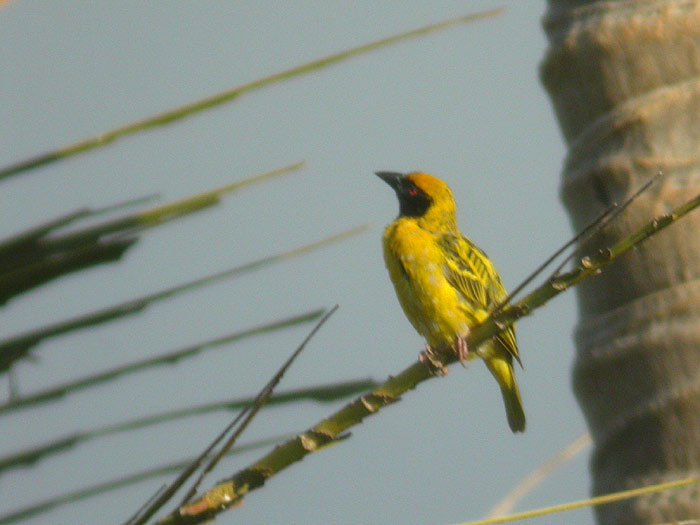
Przedstawiciel podgatunku M. c. spilonotus

## Morfologia
WyglądU samców w okresie godowym większość upierzenia jest żółta, a skrzydła i ogon czarne z żółtymi plamami. Głowa czarnobrązowa z czerwonymi oczami, podgardle kasztanowate. U podgatunku M. c. spilonotus wierzch głowy żółty i brak brązowej barwy na podgardlu. Poza sezonem lęgowym samce upodabniają się do samic i są bardziej zielonkawe i prążkowane, z szarym wierzchem i bladożółtym spodem. Skrzydła pozostają żółto-czarne. Mają czarny, mocny, stożkowy dziób typowy dla ziarnojadów. Nogi są bladoróżowe.
Wymiary średnieNależy do większych spośród gatunków wikłaczy.
- długość ciała 15–18 cm
- długość skrzydła 8–10 cm

## Zasięg występowania
Poszczególne podgatunki zamieszkują:
- M. cucullatus cucullatus – Mauretania, Senegal i Gambia do południowego Czadu i Kamerunu oraz Bioko.
- M. cucullatus abyssinicus – północny Sudan, Erytrea i Etiopia.
- M. cucullatus bohndorffi – południowy Sudan, północna Demokratyczna Republika Konga, Uganda, zachodnia Kenia i północno-zachodnia Tanzania.
- M. cucullatus frobenii – południowa i południowo-wschodnia Demokratyczna Republika Konga.
- M. cucullatus collaris – Gabon, zachodnia Demokratyczna Republika Konga i Angola.
- M. cucullatus graueri – wschodnia Demokratyczna Republika Konga, Rwanda i zachodnia Tanzania.
- M. cucullatus nigriceps – południowa Somalia i wschodnia Kenia przez wschodnią i południową Tanzanię do południowo-wschodniej Demokratycznej Republiki Konga, południowej Angoli i północno-wschodniej Namibii, zachodnie Zimbabwe, wschodnia Zambia i środkowy Mozambik.
- M. cucullatus spilonotus – południowo-wschodnia Botswana, wschodnia RPA i południowy Mozambik.

## Ekologia i zachowanie

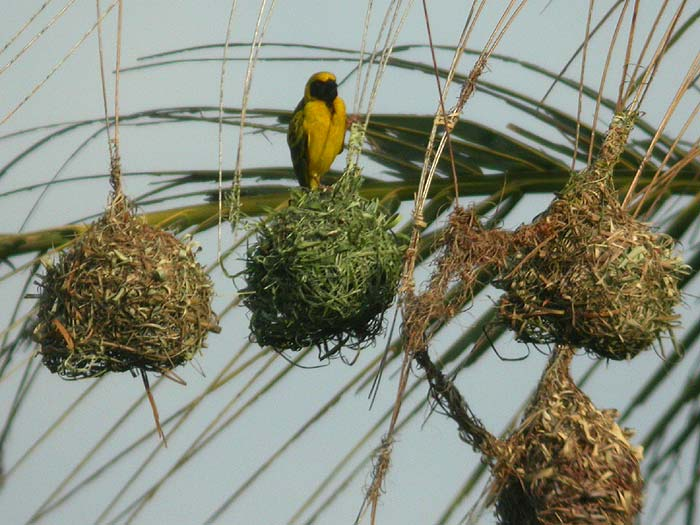
Gniazda wikłaczy

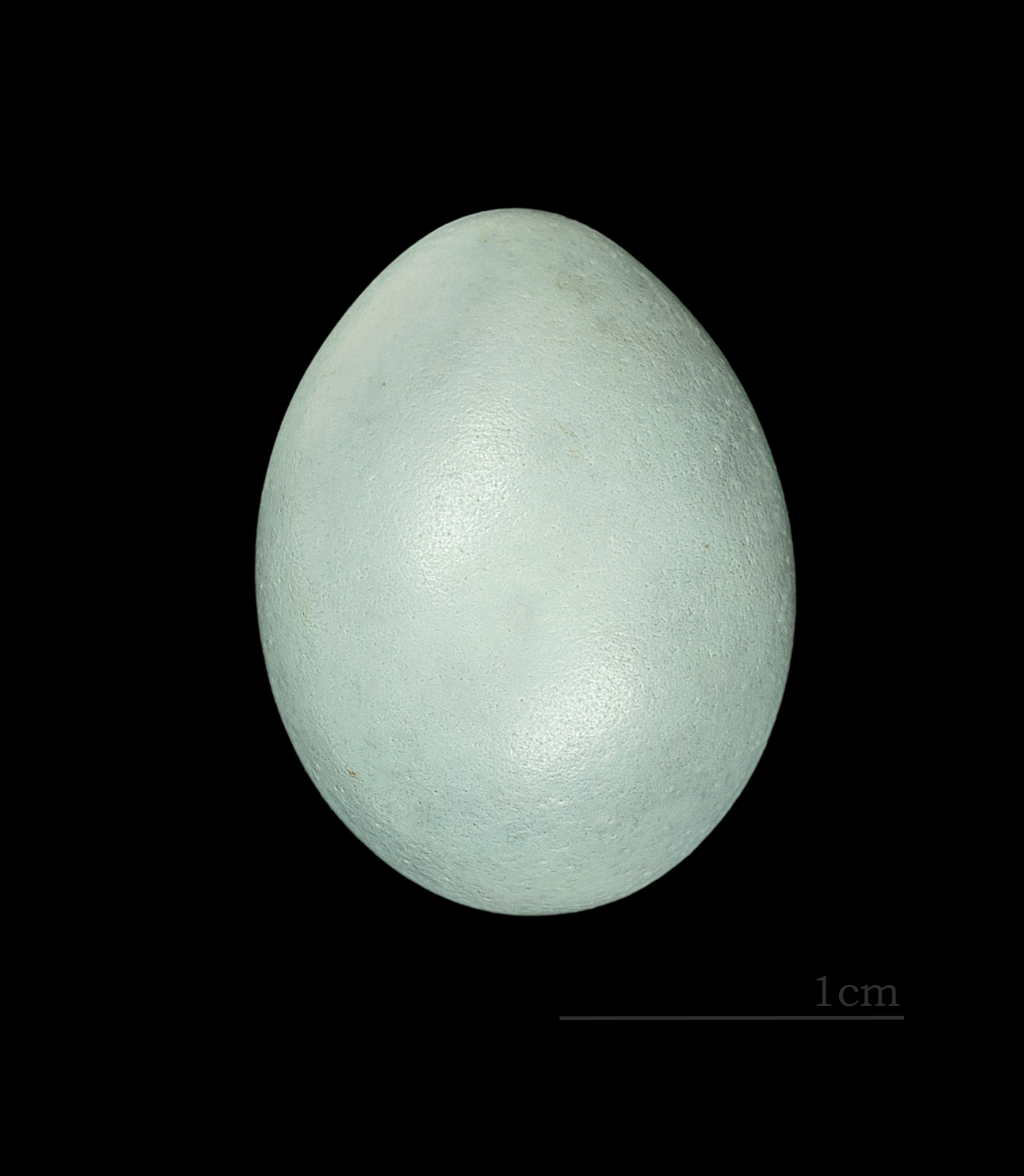
Jajo z kolekcji muzealnej

BiotopSpotkać go można w różnych środowiskach, w niektórych jest stałym mieszkańcem, w innych tylko ptakiem wędrownym. Bywa na zalesionych sawannach, na trawiastych równinach, na polach uprawnych i w ogrodach. W pobliżu siedzib ludzkich chętnie korzysta także z wysypisk śmieci. Unika terenów powyżej 2 tysięcy metrów nad poziomem morza oraz gęstych lasów monsunowych. Szczególnie chętnie kolonizuje miejsca ze stałym dostępem do wody, dlatego na suchych obszarach pojawia się tylko podczas letniej pory deszczowej.
ZachowanieWikłacz jest ptakiem towarzyskim, mało płochliwym, a wręcz nawet agresywnym. Zazwyczaj przebywa w dużych koloniach lęgowych, gdzie ptaki podkradają sobie wzajemnie gniazdowy materiał budulcowy i hałaśliwie załatwiają swoje porachunki. Często cała kolonia wzbija się w powietrze bez widocznej przyczyny.
GniazdoPoczątek okresu lęgowego zależy od regionu. Na wilgotniejszych obszarach okołorównikowych pora lęgowa może trwać cały rok. W innych miejscach jest wyraźnie ograniczona czasowo. Każdy samiec buduje jedno lub więcej gniazd i często zawiesza je na końcu zwisającej nad wodą gałęzi. Najpierw buduje konstrukcję z długich traw lub pasków z liści palmy, następnie gęsto je splata, tworząc koszykowe gniazdo w kształcie kuli lub nerki. Liście palmowe zdobywa wydziobując najpierw otwór w wachlarzu liści, a następnie chwytając w dziób mały kawałek liścia ze skraju wydziobanego otworu i przemieszczając się odrywa z liścia długi pasek. Wejście do gniazda najczęściej skierowane jest ku dołowi lub na bok. Na jednym dużym drzewie może znajdować się nawet 300 takich gniazd. W razie zagrożenia ich mieszkańcy tworzą jedną wielką społeczność, solidarnie odpędzają wroga trzepocąc nad nim skrzydłami i dziobiąc. W czasie budowy gniazda samce odzywają się głośnym czak-czak. W razie zagrożenia ptaki wydają ostry dźwięk sipp.
Po zbudowaniu większej części gniazda samce przystępują do wabienia samiczki. Zwieszają się pod gniazdem i wisząc głową w dół, trzepocą skrzydłami i śpiewają. Dopiero po zwabieniu samiczki samiec wykańcza gniazdo, wyścielając jego wnętrze delikatnymi roślinami i innym miękkim materiałem. Gdy gniazdo jest gotowe, a samiczka zapłodniona, samiec odlatuje, nawet daleko i bardzo często rozpoczyna budowę następnego gniazda, do którego stara się zwabić kolejną partnerkę. Dlatego w kolonii żyje zazwyczaj dużo więcej samiczek niż samców. Samczyk w ciągu sezonu ma nawet 5 partnerek, samiczka zaś maksymalnie trzech.
JajaSamiczka znosi 2–3 wielobarwne jajeczka.
WysiadywanieTrwa ok. 2 tygodnie, prowadzone jest wyłącznie przez samicę.
PożywienieŻywią się przede wszystkim nasionami, ale zwłaszcza w okresie lęgowym, zjadają także owady. Ich stada często stają się postrachem rolników, powodują bowiem wielkie szkody w zbiorach. Mogą też korzystać z nektaru kwiatowego. Pożywienie wyszukują zarówno na ziemi, jak i wśród gałęzi drzew.

## Status
IUCN uznaje wikłacza zmiennego za gatunek najmniejszej troski (LC, Least Concern) nieprzerwanie od 1988 roku. Liczebność populacji nie została oszacowana, ale ptak ten opisywany jest jako zazwyczaj bardzo liczny. Ze względu na brak dowodów na spadki liczebności bądź istotne zagrożenia dla gatunku, BirdLife International uznaje trend liczebności populacji za stabilny.